# Everything She Wants
〈Everything She Wants〉는 1984년 에픽 레코드에서 싱글로 발매한 영국의 팝 듀오 왬!의 곡으로, 〈Last Christmas〉와 더블 A-사이드로 발매되었다. 이 듀오의 절반인 조지 마이클이 작사, 작곡, 프로듀싱을 맡았고, 미국에서 3년 연속 1위 싱글이 되었다.

## 배경
발매와 동시에 〈Last Christmas〉는 크리스마스가 다가옴에 따라 12월 초에 적절해 대부분의 관심과 방영을 차지했다. 하지만, 똑같이 부리를 가진 플립 사이드의 존재는 라디오 방송국이 〈Last Christmas〉의 화제성을 잃었을 때 다른 것을 재생해야 한다는 것을 의미했다.
밴드 에이드 프로젝트의 존재는 더블 A-사이드가 영국 싱글 차트에서 2위로 정점을 찍었다는 것을 의미하지만, 그 과정에서 1위에 오르지 못한 가장 많이 팔린 음반이 되었다. 하지만 미국에서는 이 노래가 빌보드 핫 100에서 1위에 올랐고, 1984년 《Make It Big》 음반에서 3연속 1위 곡이 되었다.
1986년 전성기에 갈라지기 전까지 영국에서 1위 히트곡을 두 번 더 냈다.
비록 마이클이 솔로 활동을 시작하면서 왬!의 재료에 대해 많은 한탄했지만, 〈Everything She Wants〉는 그가 자랑스러워하는 곡으로 남아 있었고, 그는 그의 쇼에서 이 곡을 계속 불렀다. 게다가 마이클은 인터뷰에서 25개의 라이브 투어를 홍보하기 위해 〈Everything She Wants〉가 그가 가장 좋아하는 왬! 노래라고 말했다.
1996년, 이 노래는 《MTV 언플러그드》 콘서트에서 공연되었다.
1997년, 이 노래는 리믹스되어 최고의 히트 음반 《The Best of Wham!: If You Were There...》의 수록곡 〈Everything She Wants '97〉로 재발매되었다.

## 뮤직 비디오
이 곡의 공식 뮤직 비디오는 앤디 모라한이 감독을 맡았으며, 흑백으로 라이브 공연을 한 영상이다.

## 곡 목록
전체 작사·작곡: 조지 마이클
| #  | 제목                                          | 재생 시간 |
| -- | --------------------------------------------- | --------- |
| 1. | 〈Everything She Wants〉 (Short Remix)        | 5:10      |
| 2. | 〈Last Christmas〉 (Original 1984 7" version) | 4:24      |

| #  | 제목                                  | 재생 시간 |
| -- | ------------------------------------- | --------- |
| 1. | 〈Everything She Wants〉 (Long Remix) | 6:34      |
| 2. | 〈Last Christmas〉 (Pudding Mix)      | 6:44      |

## 인증
| 국가                                                            | 인증 | 판매량/출하량 |
| --------------------------------------------------------------- | ---- | ------------- |
| 캐나다 (뮤직 캐나다)                                            | 골드 | 50,000^       |
| 영국 (BPI)                                                      | 실버 | 200,000       |
| 미국 (RIAA)                                                     | 골드 | 500,000^      |
| ^출하량을 기반으로 한 인증 · 판매량+스트리밍을 기반으로 한 인증 |      |               |